# Маленький Німо: Пригоди в країні снів
Маленький Німо: Пригоди в країні снів (англ. Little Nemo: Adventures in Slumberland) — повнометражний анімаційний фільм японської студії Tokyo Movie Shinsha Створено за сприяння американців та оснований на серії коміксів американського художника Вінзора МакКея «Little Nemo in Slumberland». Вперше фільм вийшов на екрани Японії 15 липня 1989 року на кіностудії Toho-Towa та 21 серпня 1992 року в США на кіностудії Hemdale Film Corporation у дубляжі. Фільм отримав змішані відгуки і став касовою бомбою, заробивши 11,4 мільйона доларів при бюджеті в 35 мільйонів доларів. Однак він добре продавався на домашньому відео і відтоді став культовим.

## Сюжет
Маленький хлопчик Німо (в англійській версії Nemo) бачить страшний сон про те, як за ним по землі і по воді мчить величезний потяг. На ранок тато кличе його дивитися цирк, який приїхав в місто. Серед учасників циркової вистави Німо бачить тих, з ким йому судилося далі зустрітися.
Наступної ночі він прокидається від дивного світла. За Німо прилетів дирижабль, і йому пропонують вирушити в Країну Снів на запрошення Принцеси, яка, до речі, надіслала в подарунок печиво. Німо радісно вирушає в дорогу. По дорозі дирижабль потрапляє в шторм в морі Кошмарів, який відділяє світ Німо від Країни Мрій.
В Країні Снів Німо зустрічає її Короля, який, покладаючи на Німо великі надії, передає йому ключ від усіх дверей, застерігаючи, що не можна відкривати лише одні двері — на яких намальовано той же знак, що на ключі. У казково красивому саду Німо зустрічає також Принцесу, яка привчає його до хороших манер і танців.
Втікши з занять, Німо знайомиться зі смішним маленьким чоловічком, який пропонує подивитися, що є цікавого навколо. Незабаром вони знаходять ті самі двері, які відкривати було не можна і, звичайно ж, відкривають. Злякавшись моторошної темряви за дверима, Німо й маленький чоловічок тікають, залишивши двері незамкненими і з неї в Країну Снів починають пробиратися Кошмари.
Виявляється, Король вирішив призначити Німо своїм наступником. Але на церемонії в зал вриваються темні сили з Країни Кошмарів та викрадають Короля та Принцесу. Німо, його ручна білка, маленький чоловічок й інші мешканці Країни Снів вирушають на допомогу. В дорозі вони зустрічають добрих гоблінів, які мріють вибратися з Країни Кошмарів та допомагають героям. Німо й інші подорожують на його ліжку по воді і повітрям. Коли майже все втрачено, гобліни допомагають Німо вимовити заклинання, і він за допомогою королівського скіпетра знищує Короля кошмарів.
Добро перемогло, зло переможене. На ранок Німо дізнається, що тато таки відведе його в цирк.

## Цікаві факти
- Творець малюка Німо Вінзор МакКей, бувши одним з піонерів американської анімації, 1911 року реалізував першу екранізацію своїх коміксів. Це був 10-хвилинний фільм, в роботі над яким МакКею посприяв режисер та продюсер Джеймсом Блектон, 2 хвилини фільму становив анімований матеріал.
- На ранніх стадіях виробництва над проєктом працювали Рей Бредбері, Джордж Лукас, Бред Берд, Кріс Коламбус, а також фронтмени японської анімації, Ісао Такахата і Хаяо Міядзакі, які пішли через творчі розбіжності. У західних колах Міядзакі приписують вислів, ніби робота над «Маленьким Німо» була «найгіршим досвідом в його професійній кар'єрі», проте документальних підтверджень того, що Міядзакі дійсно це заявив, немає.
- «Little Nemo: Adventures in Slumberland» — перше японське аніме, запущене в загальноамериканський прокат.
- Попри в цілому сприятливі відгуки критиків, фільм провалився в прокаті: збори в Японії склали близько 10 млн доларів, збори в США трохи більше мільйона доларів (при загальному бюджеті фільму 30 млн доларів). Однак, коли стрічку випустили на відеокасетах, було продано понад 2 млн копій.
- 1990 року вийшла гра Little Nemo: The Dream Master від студії Capcom. В якій сюжет оснований на мультиплікаційному фільмі